# Dominik Bernard
Pour les articles homonymes, voir Bernard.
Ne doit pas être confondu avec Dominique Bernard ou Dominique Bernard (acteur).
Dominik Bernard, né à Pointe-à-Pitre, en Guadeloupe, est un acteur et metteur en scène français, spécialisé aussi dans le doublage et la voix-off. 
Il a aussi été animateur de télévision sur RFO Guadeloupe pendant plusieurs années.

## Théâtre

### Comédien
- 1998 : Liens de sang (Blood Knot) d'Athol Fugard, mise en scène de Jean-Michel Martial, L'Artchipel (Scène nationale de Guadeloupe), Le CMAC – Scène nationale de la Martinique, Théâtre de la Tempête, Théâtre du Grand Marché
- 1999 : La Double Inconstance de Marivaux, mise en scène d'Éric-Gaston Lorvoire, Théâtre du Lucernaire
- 2000 : Le Roi Lear de William Shakespeare, mise en scène de Philippe Adrien, Théâtre de la Tempête, Théâtre de la Criée, Théâtre des Treize Vents…
- 2002 : L'Exception et la Règle de Bertolt Brecht, mise en scène d'Alain Ollivier au Théâtre Gérard Philipe (Saint-Denis).
- 2003 : Œdipe ou la controverse, d’après Sophocle, mise en scène de Sotigui Kouyaté, Théâtre des Bouffes du Nord
- 2003 : Monsieur Toussaint d'Édouard Glissant, mise en scène de Greg Germain, Bicentenaire de la mort de Toussaint Louverture: Fort de Joux
- 2003 : Embouteillage, conception et mise en scène d'Anne-Laure Liégeois, Scène Nationale de Fécamp, Scène Nationale de Cavaillon, La Ferme du Buisson, La Filature de Mulhouse, Pronomade(s), Festival de Pierrefonds, Festival Viva Cité à Sotteville-lès-Rouen, Festival Chalon dans la rue, Grande Halle de la Villette
- 2004 : Mademoiselle Julie de August Strindberg, mise en scène de Pierre-Marie Carlier, Théâtre Daniel Sorano de Vincennes
- 2005 : Africa-Solo de Ernest Pépin, mise en scène de José Exélis, Théâtre de la Tempête
- 2005 : Sturm et Tempête, d’après William Shakespeare, mise en scène de Alex Novak (Prospero), L'Illiade d'Illkirch-Graffenstaden, Reithalle d'Offenbourg
- 2005 : La Noce chez les petits bourgeois... créoles d'après Bertolt Brecht, mise en scène de Philippe Adrien, L'Artchipel (Scène nationale de Guadeloupe), chapelle du Verbe incarné (Festival d'Avignon), théâtre de la Tempête
- 2006 : Abribus de Laurent Van Wetter, mise en scène de Hassane Kassi Kouyaté, La Scène Watteau/Théâtre de Nogent-sur-Marne,
- 2007 : Meurtres de la princesse juive d'Armando Llamas, mise en scène de Philippe Adrien, théâtre de la Tempête
- 2008 : Manque de Sarah Kane, mise en scène de Ludovic Lagarde, Festival d'automne à Paris, théâtre de la Cité internationale
- 2010-2011 : Lucy, d’après Lucy comme les chiens de  Catherine Rey, adaptation et mise en scène de Valérie Goma, création à Cayenne, puis tournée Guyane, Surinam, Brésil & Festival off d’Avignon 2011[1].
- 2011 : Congre et Homard de Gaël Octavia, mise en scène de Dominik Bernard, Chapelle du Verbe Incarné (Festival d'Avignon), Le CMAC – Scène nationale de la Martinique, L'Artchipel (Scène nationale de Guadeloupe)
- 2012-2014 : Un archipel de Solitudes de Frantz Succab, mise en scène de José Jernidier, Festival Cap Excellence en Théâtre, L'Artchipel (Scène nationale de Guadeloupe), Festival d'Avignon 2014[2].
- 2013 : Palabre en Négritude, d’après les textes d’Aimé Césaire, à l’occasion du 100e anniversaire du poète, mise en scène Layla Metssitane, Théâtre Rutebeuf, Clichy-la-Garenne[3].
- 2014 : Le Temps suspendu de Thuram de Véronique Kanor, mise en scène de Alain Timár, L'Artchipel (Scène nationale de Guadeloupe), théâtre des Halles (Festival d'Avignon).
- 2021 : Le Dernier Jour d'un condamné, de Victor Hugo, adaptation théâtrale de Alfred Alexandre, mise en scène de José Exélis, Tropiques Atrium (Scène nationale de la Martinique)[4].
- 2021 : Mon père tout puissant, de Bernard G. Lagier, mise en lecture de Arielle Bloesch[5], Théâtre des Halles (Festival d’Avignon).

### Metteur en scène
- 2009 : Adélaïde, tragédie nègre de Solal Valentin, mise en scène Dominik Bernard, théâtre de l’Épée de Bois.
- 2011 : Congre et Homard de Gaël Octavia, mise en scène de Dominik Bernard, chapelle du Verbe Incarné – TOMA (Théâtres d'Outre-Mer en Avignon[6]).
- 2018 : Joyeux anniversaire Marta de José Jernidier, adaptation et mise en scène de Dominik Bernard, L'Artchipel (Scène nationale de Guadeloupe), Tropiques Atrium (Scène nationale de Martinique)[7].
- 2020 : Pawòl a Patrick, Mémwa a Saint-Éloi (« Les Paroles de Patrick, La Mémoire de Saint-Éloi » en créole guadeloupéen)[8], un spectacle associant théâtre et musique autour de l’œuvre de l'auteur-compositeur-interprète guadeloupéen Patrick Saint-Éloi[9], conception et mise en scène de Dominik Bernard, direction musicale de Stéphane Castry, Mémorial ACTe (Guadeloupe).
- 2022 : Moi chien créole de Bernard G. Lagier, un monologue dramatique adapté et mis en scène par Dominik Bernard, avec Ndy Thomas dans le rôle-titre[10], Théâtre Aimé Césaire[11] (Fort-de-France, Martinique), Festival Les Francophonies - Des écritures à la scène (Zébrures d'automne)[12] (Limoges), Théâtre du Balcon[13] (Avignon).

## Filmographie

### Cinéma

#### Courts métrages
- 2004 : La Noiraude de Fabienne Kanor et Véronique Kanor
- 2004 : Lien de Thomas Proux et Yann Mamou
- 2007 : Dix films pour en parler : Le Légiste de Laurence Ferreira Barbosa (campagne de lutte contre les violences conjugales)
- 2008 : Bientôt j'arrête de Léa Fazer : Ted
- 2010 : Syd de Fabien Gazanhes : Le père de Syd
- 2015 : Nightmare Before Wedding de Fabienne Chomaud : Le Chapelier fou
- 2016 : San Konbin de Samuel Tanda : Le Commissaire Marcel Romarin

#### Longs métrages
- 1992 : Siméon de Euzhan Palcy
- 1997 : Rien ne va plus de Claude Chabrol
- 1998 : Sucre amer de Christian Lara
- 2000 : Antilles sur Seine de Pascal Légitimus

### Télévision

#### Séries télévisées
- 1996 : Inseln unter dem wind[14] (série allemande), 2 épisodes dans la Saison 2, réalisation de Marco Serafini (de)[15], pour la ZDF
- 2009 : Un flic d'Hugues Pagan, Saison 4/épisode 2 (Dancers), réalisation de Patrick Dewolf.
- 2011 : Meurtres au paradis[16] de Robert Thorogood (en), Saison 1/épisode 1, réalisation de Charlie Palmer, pour France Télévision et la BBC.
- 2014 : Villa Karayib[17] de Alain Agat et Philippe Giangreco, Saison 1, réalisation de Philippe Giangreco et Gwendal Pointeau, pour Canal+ Overseas.
- 2021 : Tropiques criminels (saison 2, épisode 1 : Sainte-Luce) : Samuel

#### Téléfilms
- 2003 : La Fonte des neiges de Laurent Jaoui : Le diplomate africain
- 2008 : La France en faillite: 2017, Chronique d'une faillite annoncée[18], un docu-fiction de François Rabaté[19]
- 2017 : Le Rêve français de Christian Faure : Gilles
- 2024 : Le Fantôme des Saintes de Marc Barrat (téléfilm de la collection Meurtres à...) : Léon Prigent

#### Clips
- 2008 : "Que restera-t-il ?", titre de Johnny Hallyday, extrait de l'album Le Cœur d'un homme, réalisé par Les Sp6men.
- 2014 : "Parle-moi", Single de Lady Sweety, réalisé par Fred Foret & Jean-Claude Barny, au profit de la lutte contre les violences faites aux femmes[20].

## Doublage
- Dwayne « The Rock » Johnson dans :
  - Tolérance Zéro (2004) : Chris Vaughn
  - Be Cool (2005) : Elliot Wilhelm
- 1996 : Phat Beach : Durrel Jackson (Brian Hooks (en))[21]
- 1998 : Central do Brasil : Jessé (Gideon Rosa)
- 1998 : Slam : Joe (Joseph A. Wilson)
- 1998 : La Manière forte (en) : le pape Kim (Joey Sagal (en))
- 1999 : Cookie's Fortune : Otis Tucker (Courtney B. Vance)
- 1999 : Ghost Dog : La Voie du samouraï : le garde du corps de Valerio (Frank Adonis)
- 1999 : L'Ombre d'un soupçon : George Beaufort (Dennis Haysbert)
- 1999 : Accords et Désaccords : Alvin (Ron Cephas Jones)
- 1999 : Personne n'est parfait(e) : Amazing Grace (Nashom Benjamin)
- 1999 : L'Œuvre de Dieu, la part du Diable : Jack (Evan Dexter Parke)
- 1999 : Gangsta Cop : Frisco (Gano Grills)
- 1999 : Corrupt (en) : Cinque (T.J. Storm (en))
- 2000 : La Musique de mon cœur : M. Adams (Leon Addison Brown)
- 2000 : Piège fatal : Merlin (Clarence Williams III)
- 2000 : The Skulls : Société secrète : l'inspecteur Sparrow (Steve Harris)
- 2000 : À l'aube du sixième jour : Vincent (Terry Crews)
- 2001 : Ali : Howard Bingham (Jeffrey Wright)
- 2002 : All or Nothing : le garagiste (Brian Bovell)
- 2002 : Apartment #5C  : Alfonso Roberto (Herman Chavez)
- 2002 : Antwone Fisher : Oncle Duke (O. L. Duke (en))
- 2002 : Beat Battle : Trey (Miguel A. Gaetan)
- 2003 : Les Larmes du soleil : Gideon (Jimmy Jean-Louis)
- 2003 : In the Cut : Hector (Patrice O'Neal)
- 2004 : Soul Plane : Jerome (Dwayne Adway)
- 2004 : Melinda et Melinda : Ellis Moonsong (Chiwetel Ejiofor)
- 2004 : Esprit Libre : Harper (Terence Maynard)
- 2005 : Beauty Shop : Byron (Omari Hardwick)
- 2005 : Hitch, expert en séduction : le barman et informateur de Hitch (Darrell Foster)
- 2005 : Manderlay : Mark (Joseph Mydell)
- 2005 : Mon nom est Tsotsi : le père de Tsotsi (Israel Makoe (en))
- 2011 : Au bistro du coin : Manu (Fred Testot) (version créole)

## Distinctions
- 2008 : Talents Cannes ADAMI 2008, avec Bientôt j'arrête de Léa Fazer.